# ديك والكوت
ديك والكوت (بالإنجليزية: Dick Walcott)‏ هو جيولوجي نيوزلندي، ولد في 1933.